# 塚原古墳群 (熊本市)

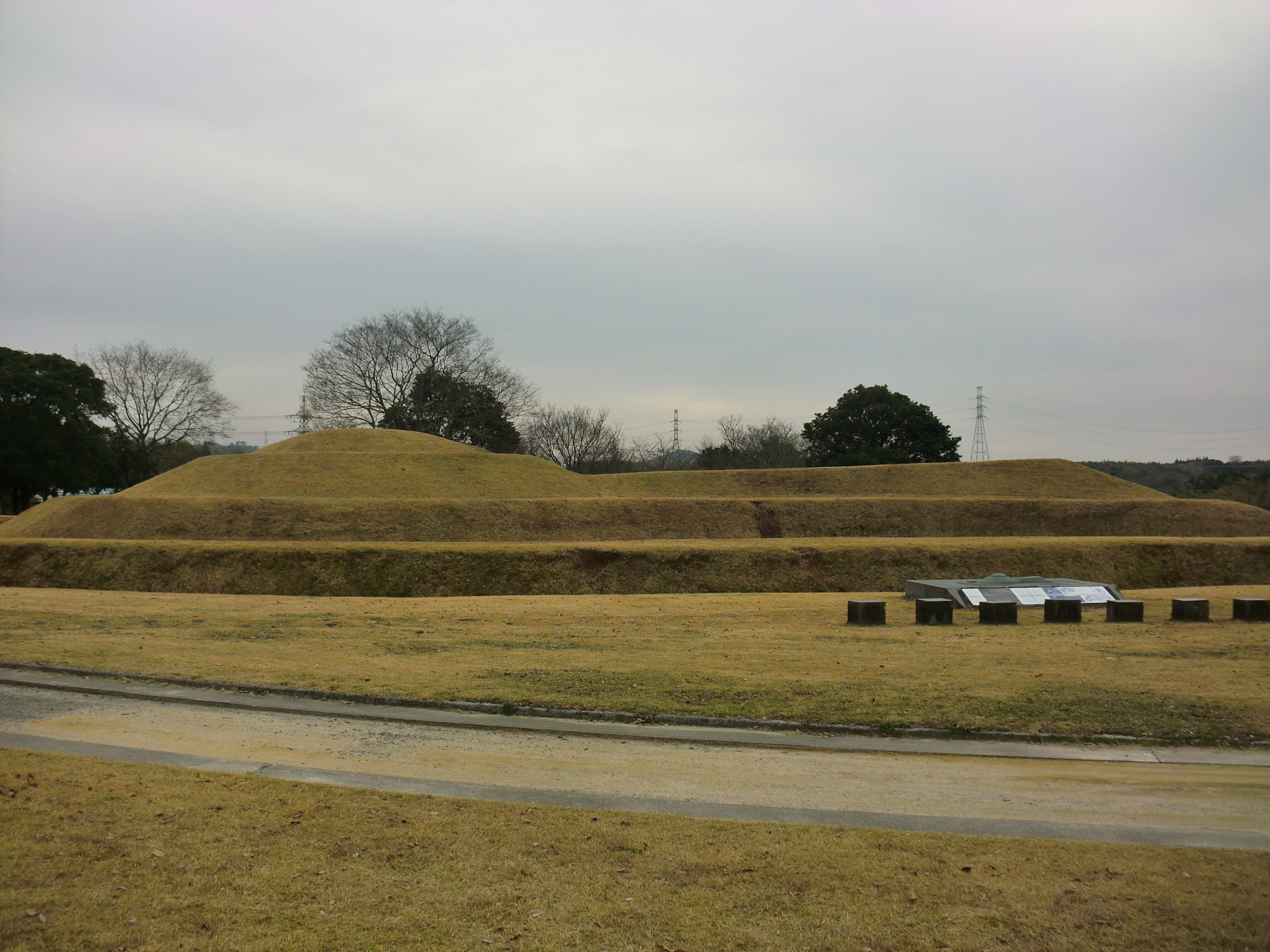
塚原古墳群にある前方後円墳

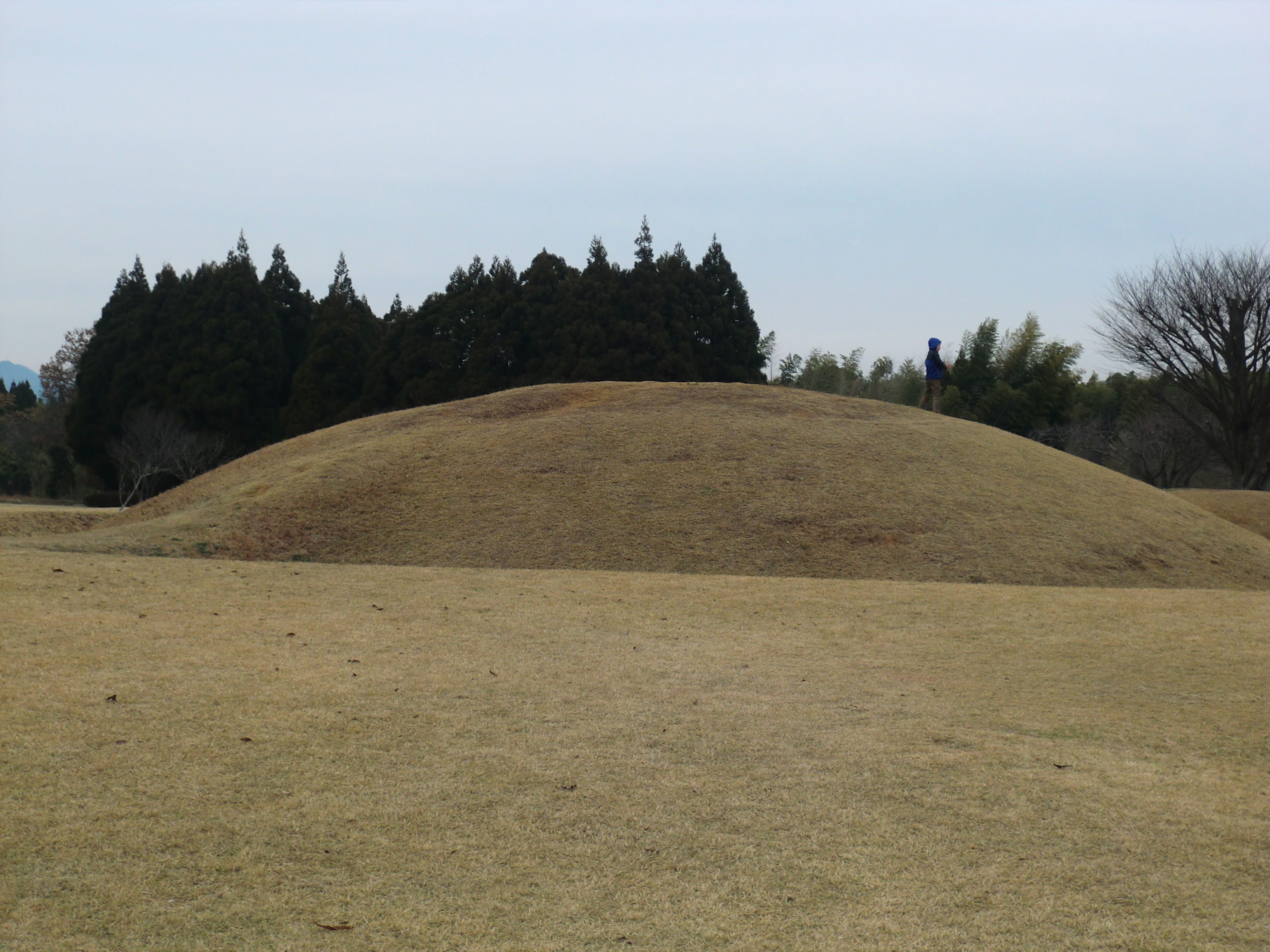
塚原古墳群にある円墳

塚原古墳群（つかわらこふんぐん）は、熊本県熊本市南区城南町塚原にある古墳群。
九州自動車道建設工事の際に発見され、保存のため「高速道路がすぐ真下を通過している」という極めて珍しい特徴を持つ古墳群となった。本記事では古墳群周辺を整地した塚原古墳公園（つかわらこふんこうえん）と敷地内にある熊本市塚原歴史民俗資料館（くまもとしつかわられきしみんぞくしりょうかん）、および真下を通過している塚原トンネル（つかはらトンネル）についても述べる。

## 概要
同古墳群は、熊本県下最大で日本有数の規模を誇る古墳群であり、4〜6世紀に造成された。江戸時代の『肥後国誌』や『古今肥後見聞雑記』にもその存在が記述されているとされる。1972年の九州自動車道建設に伴って発掘調査が開始され、方形周溝墓や円墳、前方後円墳など膨大な数の古墳が検出された。1976年に国の史跡へ指定された後、同地は「塚原古墳公園」として整備されている。出土した土器や資料は、公園内の歴史民俗博物館で見ることができる。
現在、調査・整備がなされているのは九州道の用地上のみにとどまっているが、それだけでも方形周溝墓39基、円墳・小円墳34基、前方後円墳1基、石棺18基、石蓋土拡1基が発見されている。公園内にある南北2つの丘陵のうち、主に北側丘陵の南に大型の方形周溝墓が集中しており、円墳は北側丘陵の周辺と、南側丘陵の南に大規模なものが集中している。前方後円墳は3基が存在したといわれているが、そのうち琵琶塚古墳と花見古墳が公園内に位置している。公園外にもこのような古墳が多数存在していると考えられ、実際1975年には塚原台地全体を試掘調査したことによって、古墳群が九州道の用地外にも幅広く及んでいることと、同地に集落が営まれていたことが確認されている。周辺地域も含めて調査済の古墳は203基あり、未調査のものを含めると同古墳群を形成する古墳は全部で500基近くあるのではないかと考えられている。
2016年の熊本地震では、墳丘内の家形石棺が破損したり、案内板が落下したりする被害が出た。

## 塚原古墳公園
塚原古墳公園（つかはらこふんこうえん）は、塚原古墳群を擁する古墳公園である。野球場が5つ入る広さの敷地の中に77基の復元された古墳がある。それらの周囲には、サクラ・アジサイ・コスモスなどの花々が植えられ、遊具なども設置されている。また、熊本県民天文台も公園内に位置している。

### 主要な施設
- 熊本市塚原歴史民俗資料館
- 火の君遊園地
- NPO法人「熊本県民天文台」（毎週金曜から日曜日、晴れた日の夜19:00から22:00、受付は21:00まで）

## 熊本市塚原歴史民俗資料館

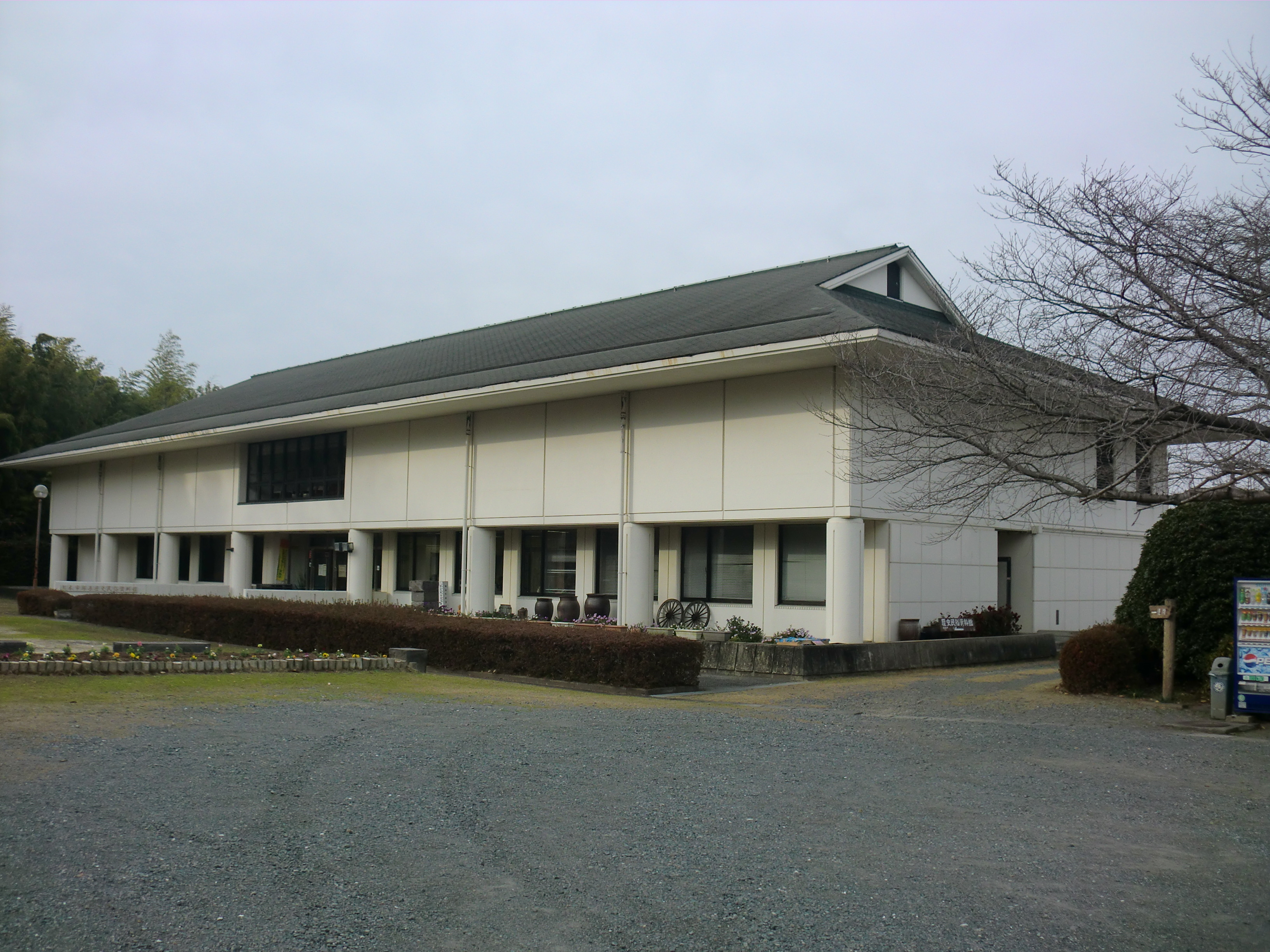
資料館外観

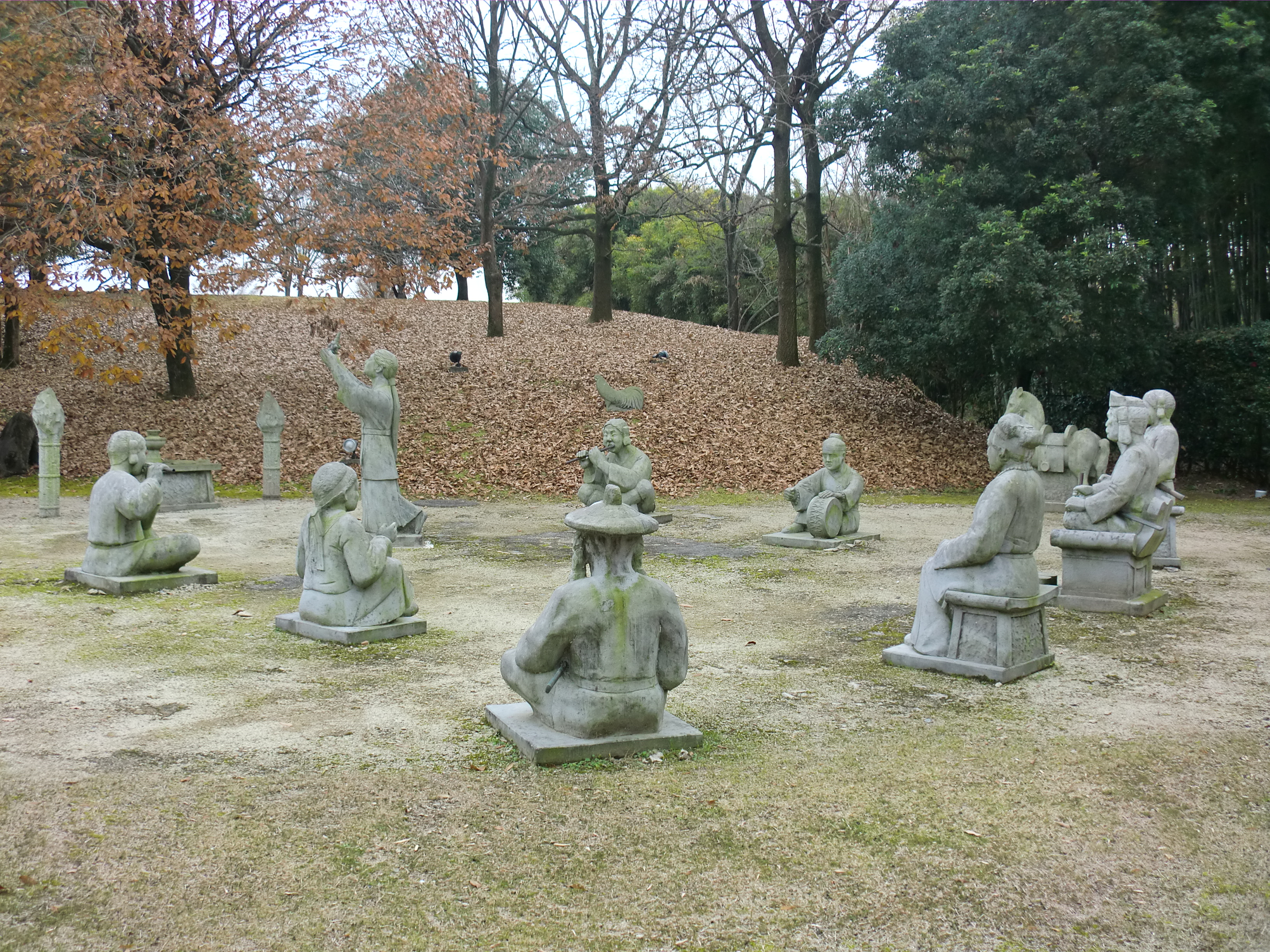
資料館屋外に展示されている「肥人の群像」

熊本市塚原歴史民俗資料館は、塚原古墳公園内に位置する博物館である。古墳群発見後の1974年に、文化庁と熊本県、さらに当時の城南町と日本道路公団の4者による協定によって、同地に資料館建設の方針が決定した。その後、1983年に「城南町歴史民俗資料館」として開館した。2010年に城南町が熊本市と合併したのに伴い現名称へと改称、熊本市立の施設となって現在に至っている。
資料館は考古・歴史・資料の3つの展示室から成り立っており、塚原古墳群のガイダンス施設としての役割はもちろんのこと、旧・城南町に関する出土品や民俗資料などを展示し、地域の歴史・文化を発信する施設として活動している。
2016年の熊本地震の影響で発生直後から休館していたが、翌2017年7月22日に再開した。

## 塚原トンネル
前述の通り、同古墳群は1972年、九州自動車道の建設に伴う発掘調査によって発見された。その学術的価値の高さ故に県民挙げての保存運動が行われた結果、当初は山をV字に切り開いて道路を建設する予定だったものが、古墳のさらに下にトンネルを掘って道路を通過させるという、日本では最初となる方法で公共事業と文化財保護の両立が図られることになった。これによって建設されたのが長さ340mの塚原トンネルである。地名および古墳群の「塚原」は「つかわら」と読むのに対し、トンネルの案内板には「Tsukahara Tunnel」（つかはらトンネル）と記載されており、「塚原」の部分の読み方が異なっている。なお、このトンネル建設のため、御船インターチェンジ - 松橋インターチェンジ間は当初の計画から2年遅れて1978年に供用が開始されることとなり、建設費も26億円増加した。
古墳保存の関係上、地面すれすれのところにトンネルがあるため、天井板の無い四角形の断面となっているのが特徴となっている。
九州道の八代ジャンクション以南は山間部を通過するため肥後トンネルなど多数のトンネルが連続するのに対し、同ジャンクションから北は大半が平地部であり、山間部もトンネルを回避するルートとなっている。その中にある塚原トンネルは同区間の特徴的な構造物となっている。ここから九州道を門司インターチェンジ方面へ向かった場合、次に通過するトンネルは約150km先の若宮インターチェンジ - 鞍手インターチェンジ間にある神田（じんでん）トンネルである。

## 利用情報
古墳群そのものや公園はいつでも自由に見学できる。以下、熊本市塚原歴史民俗資料館についての情報を記載。
- 所在地

熊本市南区城南町塚原1924
- 入館料

一般200円、小中学生100円
- 開館時間

9時00分 - 16時30分
- 休館日

毎週月曜日（祝日の場合は開館、直後の平日を休館）・年末年始（12月29日〜1月3日）

## 交通アクセス
- 桜町BTより熊本バス城南経由志導寺ゆき・下安見ゆき・段鶴ゆきに乗車し「塚原」下車、徒歩8分（約600m）。もしくは城南経由松橋駅行きに乗車し「公会堂前」下車、徒歩20分（約1.7km）。
- JR九州鹿児島本線宇土駅から車で約15分。
- マイカーの場合、九州自動車道城南スマートインターチェンジから約4分（約1.2km）、もしくは松橋インターチェンジから約16分（約9km）。
- 駐車場あり

## 近隣の施設
- 城南スマートインターチェンジ・城南バスストップ
- 真言寺